# Private Eye
Private Eye is een Brits tweewekelijks satirisch tijdschrift.  De huidige hoofdredacteur is Ian Hislop.

## Geschiedenis
De voorloper van Private Eye was een schoolkrant, uitgegeven door Richard Ingrams, William Rushton, Christopher Booker en Paul Foot medio jaren 1950. Zij ontmoetten elkaar in Shrewsbury School, en na hun legerdienst gingen Ingrams en Foot naar Oxford, waar ze een aantal van hun toekomstige medewerkers leerden kennen, onder wie Peter Usborne, Andrew Osmond, John Wells, en Danae Brook.
Toen Peter Usborne met een nieuw drukprocedé, offset, kennis maakte, ging Private Eye van start, vermits het van toen af aan gemakkelijk was om een eigen magazine te drukken. Ofschoon het tijdschrift werd opgericht ten tijde van een grote bloeiperiode voor satire in Groot-Brittannië, die daarenboven met aanzienlijke sociale onrust gepaard ging, bevatte het aanvankelijk vooral onnozele grappen — het was een voortzetting van de schoolkrant en vergelijkbaar met andere humoristische tijdschriften zoals Punch. Desondanks, aldus tenminste de oorspronkelijke uitgever Christopher Booker, raakte het tijdschrift „verwikkeld in de rage van de satire“.
Oorspronkelijk werd het tijdschrift door Usborne gefinancierd; de lancering geschiedde in 1961. De naam zou eerst Finger zijn geweest, naar een idee van Andrew Osmond, dat bij hem opkwam toen hij naar een beroemde poster van Lord Kitchener keek, waarop die met de vinger voorwaarts wijst en zegt: „Your country needs you!“. De naam Finger werd verworpen, en in de plaats stelde Osmond Private Eye voor; dit betekent namelijk detective, en to finger someone is een slang-uitdrukking voor iemand verlinken bij de politie (in het bijzonder een misdadiger). Degene die fingert of de misdadiger met de vinger wijst, is dus de detective, de Private Eye.
In de eerste aanvang werd het magazine door Christopher Booker uitgegeven en ontworpen door Willie Rushton, die er ook cartoons voor tekende. Richard Ingrams poogde in die tijd nog een acteercarrière waar te maken; toen hij rond het tiende nummer van het tijdschrift terugkwam, nam hij het hoofdredacteurschap samen met Booker voor zijn rekening, totdat hij uiteindelijk vanaf het veertigste nummer alleen hoofdredacteur werd.
Nadat het tijdschrift enkele eerste successen had geboekt, kwam er meer financiële ondersteuning van Nicholas Luard en Peter Cook, die een satirische club, The Establishment, dreven. Toen werd Private Eye een volwaardige professionele publicatie.
Anderen die in belangrijke mate tot de ontwikkeling van het magazine bijdroegen, waren Auberon Waugh, Claud Cockburn (die vóór de oorlog The Week, een nep-schandaalblad, had geleid), Barry Fantoni, Gerald Scarfe, Tony Rushton, Patrick Marnham en Candida Betjeman. Christopher Logue was een andere langdurige medewerker, die een tweewekelijkse column van Waargebeurde verhalen (True Stories) leverde, gebruik makend van krantenknipsels uit de nationale pers. De roddelcolumnist Nigel Dempster schreef uitvoerige bijdragen voor het tijdschrift, vooraleer hij ruzie kreeg met de uitgever en met andere medewerkers, en Paul Foot schreef over politiek, de lokale overheid en corruptie.

## Karakterisering
Private Eye wordt er vaak van beschuldigd, zich toe te leggen op scabreuze roddels omtrent de misstappen van de machtigen en beroemden, maar diegenen die het verdedigen, voeren aan dat het geregeld nieuws bevat dat de reguliere pers niet waagt te gebruiken uit angst voor gerechtelijke wraakacties, of nieuws dat slechts voor minderheden van belang is. Dikwijls wordt een verhaal naar buiten gebracht door The Eye wanneer er geen hard bewijs voor bestaat, maar er een overgrote consensus is dat het verhaal waar is. Vermoed wordt dat Private Eye uit morele overwegingen geen nieuwsfeiten over de buitenechtelijke relaties van politici uitbrengt, doch wanneer de feiten elders aan het licht komen, schuwt het geen commentaar.
Vele medewerkers aan Private Eye zijn bekende figuren of vakspecialisten, en menige bijdrage komt van journalisten van andere mainstream-kranten die hun verhaal niet door hun werkgevers kunnen laten publiceren. Een groot aantal medewerkers aan Private Eye schrijft onder een humoristisch pseudoniem, en indien hun identiteit ooit aan het licht komt, is dat gewoonlijk na hun dood. Achter in het tijdschrift staat een financiële column, In the City, die een breed lezerschap in de zakenwereld heeft verworven, aangezien vele financiële schandalen en onethische zakenpraktijken aldaar door de samensteller, Michael Gillard, voor het eerst geopenbaard werden.
Het tijdschrift huisvest tevens vele van de beste Britse komische cartoonisten en heeft een reeks onafhankelijke gelegenheidsuitgaven gepubliceerd, volledig gewijd aan bepaalde items uit de actualiteit, zoals de tekortkomingen van de overheid tijdens de uitbraak van mond-en-klauwzeer, en de veroordeling van Abdel Basset Ali Mohammed al-Megrahi voor de bomaanslag boven Lockerbie (Lockerbie, the flight from justice, mei/juni 2001). In september 2004 was er nog een speciaal nummer naar aanleiding van het overlijden van aloud redactielid Paul Foot.

## Rubrieken
Het tijdschrift bevat verscheidene regelmatige rubrieken:
- De voorpagina, met de beroemde tekstballon, waarin ironische of humoristische commentaar staat die door beroemde personen wordt uitgesproken met betrekking tot actuele onderwerpen.
- News (voorheen The Colour Section): de verhalen waarop het tijdschrift het meest trots is of die in de bepaalde week het belangrijkst geacht worden.
- Lord Gnome: veelal een woordje van de fictieve uitgever van het tijdschrift, Lord Gnome (een van de betekenissen van gnome is mediamagnaat). Meestal gaat het over afvloeiingen binnen de redactie, of reclame voor pornografische magazines in het bezit van Lord Gnome.
- Street of Shame: behandelt journalistiek, kranten en berichten uit andere publicaties. De naam Street of Shame verwijst naar Fleet Street. Gewoonlijk grotendeels door Francis Wheen geschreven.
- Hackwatch: draait omtrent een bepaald schrijver of journalist, en legt tegenstrijdigheden of slordig werk bloot door naar recente schrijfsels te kijken. Vaak blijkt dat journalisten oud nieuws verpakken alsof het hun eigen, recente ontdekking is.
- HP Sauce: behandelt politici en de werkzaamheden van het parlement. HP Sauce is de naam van een saus, maar hier staat HP ook voor Houses of Parliament.
- Down On The Farm: behandelt landbouwproblematiek, vaak in samenhang met de Europese Unie.
- Down On The Fishfarm: idem, maar met betrekking tot visvangst.
- Ad Nauseam: behandelt misbruiken en slechte smaak in de reclame-industrie.
- Court Circular: bestaat hoofdzakelijk uit roddels aangaande de koninklijke familie, naar verluidt afkomstig van mensen die in die entourage werkzaam zijn.
- Eye TV: bevat een zeer kritische analyse van Britse televisieprogramma's of algemene kritiek op de omroepindustrie.
- Doing The Rounds: nieuws uit de medische wereld en kritiek op de National Health Service, geschreven door Dr. Phil Hammond, consulent en eertijds komiek.
- Rotten Boroughs: betreft slechte beslissingen van lokale besturen en belangenvermengingen. Wordt door lokale journalisten geschreven en samengesteld door Tim Minogue, hoewel niet aangegeven.
- Signal Failures: behandelt de problemen van de spoorwegen. Het pseudoniem van de schrijver is Dr. B. Ching, een verwijzing naar het rapport van Dr. Beeching.
- High Principals: onderwijsproblemen.
- Under The Microscope: wetenschappelijke rubriek.
- Nooks & Corners: dit is een befaamde column met kritiek op architectonische miskleunen, oorspronkelijk Nooks & Corners of the New Barbarism getiteld, wat naar het brutalisme verwees. Opgericht werd deze rubriek door John Betjeman; thans is Piloti de auteur, een pseudoniem voor architectuurhistoricus Gavin Stamp.
- Letters: de lezersbrievensectie. Vaak riposteren bekende mensen die zich door Private Eye onheus bejegend voelen door een brief naar de redactie te sturen; op die manier kan het tijdschrift zich indekken tegen gerechtelijke processen, door een officiële verontschuldiging te publiceren. Reacties van lezers gaan oftewel over detaillistische foutjes die zij in het magazine hebben aangetroffen, bijvoorbeeld de productienummers van een bepaald soort modelbouwvliegtuigje, of Dzjengis Khan een Hun dan wel een Mongool was, oftewel gaat het over protestbrieven van lezers die vinden dat een bepaald artikel te ver ging en (vermoedelijk vaak bij wijze van grap) hun abonnement stopzetten. Het eerste soort lezer is er niet zelden trots op, een pedant te zijn. Pedant is door Private Eye tot een soort eretitel verheven. In de lezersbrievensectie worden ook potsierlijke lookalikes afgedrukt: bij wijze van grap schrijven lezers dat ze een verdachte gelijkenis opmerken tussen twee personen die onmogelijk verwant kunnen zijn, om vervolgens te besluiten met de vraag of er een relatie bestaat: „I think we should be told!“.
- Funny Old World: bizar nieuws van over de gehele wereld, uit plaatselijke kranten, samengesteld door Victor Lewis-Smith.
- Letter From...: een brief uit een bepaalde stad ergens ter wereld van een plaatselijke correspondent, die commentaar levert op de lokale politieke en sociale situatie.
- St Albion Parish News: dit was een satire op Tony Blair, voorgesteld als de dominee van de parochie Sint-Albion. Traditioneel heeft Private Eye altijd een rubriek gehad die de draak stak met de Eerste Minister van het ogenblik. Als dominee van Sint-Albion werd Blair als opportunistische en hypocriete priester voorgesteld, en de ministers als leden van de parochieraad die in feite zijn marionetten waren. Geregeld bevatte de brief van Blair aan zijn parochianen een stukje van zijn vriend Dubya (George Dubya Bush), leider van de kerk van de Latter-Day Morons, een verwijzing naar de Mormonen, die zich Latter-day Saints noemen. Moron betekent echter idioot.
- Prime Ministerial Decree: sinds de aantreding van Gordon Brown een verordening van de premier aan zijn 'Kameraden', opgesteld in communistische stijl. Gordon vermeldde aanvankelijk altijd dat hij 'de juiste outfit voor de gelegenheid aanhad', namelijk een donker pak en blauwe das. Op zijn portret wordt hij afgebeeld met een pet met rode ster; eerst keek hij uiterst streng en grimmig, en toen eind eind 2008 de globale recessie losbrak en zijn populariteit zich tijdelijk herstelde, was hij opeens heel tevreden. Het taalgebruik van Gordon staat vol bombastische neologismen die op -ism eindigen.
- New Coalition Academy: na de coalitieregering van Cameron en Clegg werd de vaste rubriek een nieuwsbrief van beide heren samen als schooldirecteurs van een nieuwe academie (een verwijzing naar een voorstel van de Tories om scholen toe te laten onafhankelijke academiën te worden). David en Nick schrijven de brief gezamenlijk, naast elkaar zittend en elkaar toeknikkend.
- Parodieën op kranten: ongeveer de helft van Private Eye bestaat uit parodieën op andere kranten, wier clichés worden uitvergroot. Wanneer kranten over in feite onbelangrijke onderwerpen berichten, speelt Private Eye hierop in. Toen David Beckham bijvoorbeeld van kapsel was veranderd en dit zelfs in ernstige kranten werd uitgesmeerd, besteedde Private Eye hieraan aandacht met het artikel: „MAN CHANGES HAIRSTYLE“, waarop het schokkende nieuws dat iemand van kapsel was veranderd geopenbaard werd; zijn woordvoerder wou enkel loslaten dat het er anders uitzag toen hij van de kapper terugkwam. De krant The Guardian wordt consequent The Grauniad genoemd, omdat ze een reputatie heeft buitensporig veel typefouten te bevatten. The Daily Telegraph wordt gewoonlijk tot The Torygraph omgedoopt, daar deze krant uitgesproken conservatief is. Na de aanstelling van Paus Benedictus XVI verschenen in Private Eye vier artikelen hierover; dat van The Torygraph was volledig in gebroken Latijn, terwijl dat van The Grauniad schande sprak over het feit dat een mannelijke katholiek tot paus was benoemd; „iedereen eiste een zwarte, atheïstische, seropositieve vrouw!“ Wanneer een artikel wordt afgebroken, staat het vervolg altijd op „pagina 94“, terwijl Private Eye nooit 94 bladzijden telt. Ook nepreclame komt voor, altijd voor volstrekt nutteloze dingen of zaken die een fortuin kosten.
- Diary: een door Craig Brown geschreven nepdagboek van een bekend persoon.
- Literary Review: kritische recensies van boeken, auteurs en uitgeverijen, soms met een parodie op een bepaald auteur of boek, in de vorm van een fictief excerpt getiteld What you didn't miss.
- Crossword: het kruiswoordraadsel, samengesteld door ene 'Cyclops'. De cryptische hints zijn altijd van een seksueel getint tot ronduit obsceen karakter. De eerste lezer die de juiste oplossing doorstuurt, wint £100.
- Poetry Corner: een vaste gedichtenrubriek van de fictieve dichter E. J. Thribb, die meestal zeventien en een half jaar oud is. De gedichten zijn altijd opgedragen aan beroemde, onlangs gestorven mensen, hebben noch rijm, noch metrum, zijn heel prozaïsch van aard en beginnen steevast met „So, farewell then...“. Ze zijn, kortom, zeer slecht.

Hiernaast zijn er nog een aantal andere rubrieken, die geregeld de kop opsteken en spotten met bijvoorbeeld de pompositeit van manager-taalgebruik, de incoherentie van sportcommentatoren op de radio, of de belachelijke antwoorden die mensen in quizprogramma's geven (de rubriek Dumb Britain).

## Voorbeelden van humor
Private Eye heeft een aantal running gags: om bepaalde ironische nuances te begrijpen, moet men het tijdschrift een paar nummers lang blijven volgen. Sommige grappen en uitdrukkingen zijn zo ingeburgerd in het magazine dat ze al jaren meegaan.
- „Ugandan relations“ („Oegandese relaties“), of "Ugandan discussions"  is een eufemisme voor een heimelijke seksuele betrekking terwijl men met een officiële werkopdracht bezig is. Volgens het Dictionary of Contemporary Slang van Tony Thorne is de uitdrukking afkomstig van een journaliste die een slippertje uitlegde met de verklaring dat ze met iemand „de Oegandese betrekkingen“ aan het bediscussiëren was, in een periode waarin Idi Amin in de belangstelling stond.
- Koningin Elizabeth II wordt consequent Brenda genoemd sinds 1968. Toen had de BBC een documentaire uitgezonden over de koninklijke familie, als reactie waarop Private Eye elk lid een bijnaam, typisch voor de arbeidersklasse gaf.
- „(Shome mishtake, shurely? Ed)“ is het regelmatig terugkerende commentaar van de hoofdredacteur dat min of meer in het artikel lijkt te zijn gekrabbeld. De sh-geluiden verwijzen naar het spraakgebrek van William Deedes, gewezen hoofdredacteur van The Daily Telegraph, die door Private Eye als iemand van honderden jaren oud wordt voorgesteld. Wanneer een woord opzettelijk anders wordt gespeld zodat het een andere betekenis krijgt, volgt doorgaans het Ed.-commentaar.
- „Tired and emotional“ („moe en emotioneel“) betekent dronken. Deze uitdrukking is in het alledaagse Engels overgenomen. Oorspronkelijk dook deze frase op in een nepmemo in Private Eye, zogenaamd van het Labour-kabinet, in de jaren 1960, waarin de ambtenaren werden geadviseerd over hoe ze de toestand van minister George Brown moesten omschrijven, die een notoir alcoholist was.
- „Er... That's it“ („euh... Dat is het!“): deze slagzin verschijnt vaak onderaan zeer korte lijstjes; bijvoorbeeld een Amerikaans voorstel om de rechtspraak te hervormen, wordt dan aangekondigd als That proposal in full, en de inhoud is een opsomming: „1. George Bush zegt dat het allemaal slechteriken zijn. 2. Euh... 3. Dat is het.“ Het geschreven gebruik van de aarzeling er werd opgepikt door lezers, en in lezersbrieven kan men dit vaak zien.

## Kritiek
De voornaamste kritiek op Private Eye is dat het geen duidelijk standpunt schijnt te hebben, en kritiek komt dan ook uit alle gezindten. Private Eye werd door Jonathan Miller antisemitisch genoemd; toen het een parodie op een boek uit het Oude Testament publiceerde (The Book of Sharon), naar aanleiding van de scheidingsmuren die Israël tegen de Palestijnen optrok, beschuldigde men het magazine hiervan, waarop Ian Hislop laconiek antwoordde: „Het is verfrissend om voor de verandering eens van antisemitisme te worden beschuldigd“. Desalniettemin spot het tijdschrift ook veelvuldig met moslimterrorisme: in een cartoon staat bijvoorbeeld een lifter langs de weg, met een bordje „PARADIJS“, en rond zijn middel is een tijdbom gebonden. Ook publiceerde het tijdschrift een handleiding: „Zo herken ik een gematigde moslim"; de tips zijn natuurlijk nietszeggend.
De reden waarom Private Eye ogenschijnlijk geen duidelijke politieke standpunten heeft, is enerzijds dat het steeds een ironische toon hanteert, wat het onmogelijk maakt uit te maken of iets al dan niet gemeend is, en anderzijds dat het geen onderscheid maakt in de kleur van diegenen die het aanvalt.
Soms lokt Private Eye verontwaardigde reacties uit; na de dood van Prinses Diana bevatte het een ironische terugname van al het negatieve wat het tijdschrift ooit over haar geschreven had. Hierop weigerden vele krantenwinkels Private Eye te verkopen, en vele lezers annuleerden hun abonnement. Toen met Kerstmis 2004 de cover een kersttafereel in de stal toonde, stond de tekstballon bij een van de herders, die, het kerstkind gadeslaand, een andere herder toefluistert: „Ze zeggen dat het van David Blunkett is.“ Sommige lezers waren verontwaardigd dat het tijdschrift steeds religieuze waarden op de korrel nam. Private Eye reageerde hierop door op de cover van het daaropvolgende nummer de Kerstman te zetten, die met rendier en al door een windmolenpark op bloedige wijze uiteengereten wordt. De aanleg van windmolenparken stond immers in de actualiteit.

## Vervolging
Private Eye bezit een speciaal fonds voor het geval het voor de rechtbank wordt gedaagd, wat verschillende keren is gebeurd. Kop van jut was jarenlang advocaat Peter Carter-Ruck, die verschillende keren tegen Private Eye aan de zijde van de tegenpartij uitkwam in zaken waarbij het magazine werd aangeklaagd. Carter-Ruck werd door het verbolgen Private Eye consistent Carter-Fuck genoemd, en toen hij het tijdschrift eens nadrukkelijk had gevraagd dat niet meer te doen, werd een tijdlang naar hem als Farter-Fuck verwezen. Na de dood van Carter-Ruck publiceerde Private Eye een postume aanklacht jegens het tijdschrift, komende van Carter-Ruck, wiens adres Hades was.
Het magazine poogt rechtszaken te vermijden door protestbrieven van prominenten steeds te publiceren.

## Eigenaars
Het is grotendeels onduidelijk wie de eigenaars van Private Eye zijn. De officiële uitgever is Pressdram Ltd, een bedrijf dat in november 1961 door Peter Cook werd aangekocht, en in 1981 werd Cook als voornaamste aandeelhouder genoemd in het boek The Private Eye Story van Patrick Marnham. De rest van de aandeelhouders waren eveneens betrokken bij de vroegste stadia van het tijdschrift. De meeste oorspronkelijke aandeelhouders zijn sindsdien overleden, en wat er precies met hun aandelen is gebeurd is onduidelijk.
Hoofdredacteur Ian Hislop is tevens een vast panellid van Have I Got News For You.